# Чуднівський район
Чу́днівський райо́н — колишня адміністративно-територіальна одиниця у Житомирській і Бердичівській округах, УСРР, Вінницькій і Житомирській областях УРСР та України з адміністративним центром у місті Чуднів. Населення становить 36 547 осіб (на 1.08.2013). Площа — 1037 км². Утворено 1923 року, ліквідований 2020 року.

## Географія
Район межує з Любарським, Романівським, Житомирським, Бердичівським районами та Вінницькою областю. 
У районі — значні поклади гранітів, піску, торфу.
На території району розташовані місто Чуднів (районний центр), селища міського типу Вакуленчук, Великі Коровинці, Іванопіль та 56 сільських населених пунктів.
Адміністративний центр району розташований за 55 км від обласного центру і зв'язаний з ним автошляхом республіканського значення Житомир-Старокостянтинів.
У північній частині району, на відстані 4 км від районного центру, проходить Південно-Західна залізниця Козятин I-Шепетівка. На території району розміщені залізничні станції Рачки, Михайленки, Вакуленчук, Чуднів-Волинський, Довбиш.
Територія району розташована в межах Придніпровської рівнини. Клімат помірно континентальний з відносно вологим і теплим літом і м'якою зимою. Середньорічна сума опадів — 582 мм.

## Населення
За даними перепису населення СРСР 1939 року чисельність населення району становила 51 070 осіб, з них українців — 40 942, росіян — 3 214, німців — 40, євреїв — 3 209, поляків — 2 543, чехів — 757, інших — 1 122.
Розподіл населення за віком та статтю (2001):
| Стать | Всього | До 15 років | 15-24 | 25-44 | 45-64 | 65-85 | Понад 85 |
| --- | ------ | ----------- | ----- | ----- | ----- | ----- | -------- |
| Чоловіки | 19 765 | 4026        | 2567  | 5688  | 4848  | 2549  | 87       |
| Жінки | 23 190 | 3750        | 2309  | 5389  | 5941  | 5333  | 468      |
| \| Статево-вікова піраміда \| Статево-вікова піраміда \| Статево-вікова піраміда \| \| ----------------------- \| ----------------------- \| ----------------------- \| \| Чоловіки \| Вік \| Жінки \| \| 87 \| 85 + \| 468 \| \| 164 \| 80-84 \| 644 \| \| 527 \| 75-79 \| 1375 \| \| 996 \| 70-74 \| 1902 \| \| 862 \| 65-69 \| 1412 \| \| 1461 \| 60-64 \| 2037 \| \| 970 \| 55-59 \| 1253 \| \| 1129 \| 50-54 \| 1317 \| \| 1288 \| 45-49 \| 1334 \| \| 1397 \| 40-44 \| 1351 \| \| 1393 \| 35-39 \| 1307 \| \| 1546 \| 30-34 \| 1323 \| \| 1352 \| 25-29 \| 1408 \| \| 1175 \| 20-24 \| 1143 \| \| 1392 \| 15-20 \| 1166 \| \| 1578 \| 10-14 \| 1443 \| \| 1420 \| 5-9 \| 1327 \| \| 1028 \| 0-4 \| 980 \| |        |             |       |       |       |       |          |
| Статево-вікова піраміда |        |             |       |       |       |       |          |
| Чоловіки | Вік    | Жінки       |       |       |       |       |          |
| 87 | 85 +   | 468         |       |       |       |       |          |
| 164 | 80-84  | 644         |       |       |       |       |          |
| 527 | 75-79  | 1375        |       |       |       |       |          |
| 996 | 70-74  | 1902        |       |       |       |       |          |
| 862 | 65-69  | 1412        |       |       |       |       |          |
| 1461 | 60-64  | 2037        |       |       |       |       |          |
| 970 | 55-59  | 1253        |       |       |       |       |          |
| 1129 | 50-54  | 1317        |       |       |       |       |          |
| 1288 | 45-49  | 1334        |       |       |       |       |          |
| 1397 | 40-44  | 1351        |       |       |       |       |          |
| 1393 | 35-39  | 1307        |       |       |       |       |          |
| 1546 | 30-34  | 1323        |       |       |       |       |          |
| 1352 | 25-29  | 1408        |       |       |       |       |          |
| 1175 | 20-24  | 1143        |       |       |       |       |          |
| 1392 | 15-20  | 1166        |       |       |       |       |          |
| 1578 | 10-14  | 1443        |       |       |       |       |          |
| 1420 | 5-9    | 1327        |       |       |       |       |          |
| 1028 | 0-4    | 980         |       |       |       |       |          |

За даними І Всеукраїнського перепису 2001 населення району становить 42955 чоловік.
За національним складом:
- українців — 94,9 %
- росіян — 2,3 %
- поляків — 2,2 %
- білорусів — 0,14 %
- євреїв — 0,025 %
- молдован — 0,1 %
- німців — 0,02 %
- чехів — 0,03 %
- вірменів — 0,08 %
- циган — 0,01 %
- інших національностей — 0,2 %.

## Історія
Район утворений 7 березня 1923 року в складі Житомирської округи з 26 сільських рад Чуднівської та П'ятківської волостей Житомирського та Полонського повітів Волинської губернії.
Відповідно до постанов ВУЦВК від 17 червня 1925 року та Волинського ОВК від 27 червня 1925 року, район було передано до складу Бердичівської округи, внаслідок чого склад району зазнав суттєвих змін: відбувся обмін сільськими радами з Миропільським районом Житомирської округи.
2 вересня 1930 року було скасовано поділ УРСР на округи, через що, від 15 вересня 1930 року, Чуднівський район, як і решта окремих адміністративних одиниць, перейшов у безпосереднє підпорядкування до республіканського центру.
9 лютого 1932 року район увійшов до складу новоствореної Вінницької області.
Внаслідок Голодомору 1932—1933 за даними різних джерел, у районі загинуло 3897 чол., на сьогодні встановлено імена 3758 чол.
22 вересня 1937 року було утворено Житомирську область з Чуднівським районом у складі.
В 1941-44 роках територія району входила до складу гебітскомісаріату Чуднів Генеральної округи Житомир.
30 грудня 1962 року район було ліквідовано, територія увійшла до складу Бердичівського району. Відновлений 8 грудня 1966 року, відповідно до указу Президії Верховної ради Української РСР, з колишніх адміністративних одиниць Бердичівського та Любарського районів.
Ліквідований відповідно до постанови Верховної Ради України від 17 липня 2020 року «Про утворення та ліквідацію районів».

## Адміністративний устрій
Адміністративно-територіально район поділяється на міську, селищну та 2 сільські територіальні громади, 2 селищні та 4 сільські ради, які об'єднують 60 населених пунктів та підпорядковані Чуднівській районній раді. Адміністративний центр — місто Чуднів.

## Економіка
Промисловість спеціалізується на переробці сільськогосподарської сировини. Галузі сільського господарства — рослинництво зерно-бурякового та тваринництво м'ясо-молочного направлення. Функціонують: 4 селищних та 25 сільських рад, 250 організацій, установ та підприємств всіх форм власності, 38 загальноосвітніх шкіл, 1 ПТУ, 34 дошкільних закладів, 48 клубів, кінотеатр, 1 поліклініка, 7 лікарень, 59 фельдшерсько-акушерських пунктів. Особливими умовами роботи міськрайвідділу є наявність на території обслуговування автомобільних доріг державного значення Житомир—Чернівці, Біла Церква—Кременець; спиртового заводу, 5-ти станцій залізниці Козятин—Шепетівка, по якій щодобово проходить 7 пасажирських електропоїздів та 10 приміських електропоїздів. Раніше працювало два цукрових заводи, які тепер знищено.
- Деревообробне підприємство ЕКО-ЗРУБ (с. Бейзимівка)

## Транспорт

### Залізничний транспорт
Довжина електрифікованої залізниці в межах району 24 км. Під'їзні залізниці є до цукрових заводів — в селищах В.Коровинці та Іванопіль, а також до військової частини в смт Вакуленчук.
На території району розміщено 2 залізничні станції: Чуднів-Волинський і Михайленки.

### Автомобільний транспорт
Довжина автомобільних шляхів — 656 км, ширина в середньому 7 метрів. З них з твердим покриттям — 472,6 км, ґрунтових — 183,4 км.
Основний обсяг пасажирських перевезень здійснює на території регіону ДП «Чуднівська автоколона 11837», ТОВ «Пассат» та до трьох десятків підприємців — фізичних осіб.

## Політика
25 травня 2014 року відбулися Президентські вибори України. У межах Чуднівського району було створено 59 виборчих дільниць. Явка на виборах складала — 69,00 % (проголосували 20 307 із 29 432 виборців). Найбільшу кількість голосів отримав Петро Порошенко — 60,46 % (12 278 виборців); Юлія Тимошенко — 17,43 % (3 540 виборців), Олег Ляшко — 8,96 % (1 820 виборців), Анатолій Гриценко — 3,71 % (753 виборців). Решта кандидатів набрали меншу кількість голосів. Кількість недійсних або зіпсованих бюлетенів — 0,89 %.

## Пам'ятки
- Пам'ятки історії Чуднівського району
- Пам'ятки монументального мистецтва Чуднівського району